# Lourdes Lozano
Lourdes Lozano Rodríguez (24 agosto 1962) è un'ex schermitrice messicana.

## Biografia
Ha partecipato ai Giochi della XXIII Olimpiade di Los Angeles nel 1984.

## Palmarès
In carriera ha conseguito i seguenti risultati:
- Giochi Panamericani:

Caracas 1983: argento nel fioretto individuale.